# سوفیا یونسکو
سوفیا یونسکو (رومانیایی: Sofia Ionescu؛ ‏ ۲۵ آوریل ۱۹۲۰ – ۲۱ مارس ۲۰۰۸) پزشک و جراح مغز و اعصاب اهل رومانی بود.
وی نخستین زن متخصص جراحی مغز و اعصاب در دنیا محسوب می‌شود و به مدت ۴۷ سال در این حوزهٔ پزشکی فعالیت نمود. وی نخستین تیم جراحی مغز و اعصاب رومانی را تشکیل داد که بعدها «تیم طلایی» لقب گرفت و به تکوین رشتهٔ جراحی مغز و اعصاب در رومانی کمک کرد.
در سال ۱۹۷۰، همسر مورد علاقهٔ شیخ ابوظبی بیمار شد. از آنجایی مردان نمی‌توانست وارد حرمسرا شود، آنها باید یک پزشک زن پیدا می‌کردند. سوفیا یونسکو یک هفته بر بالین این زن بیمار ماند و او را درمان کرد. شیخ ابوظبی به عنوان پاداش ۲۰۰۰ دلار و یک جواهر بسیار گران‌قیمت به او هدیه داد.